# Isabelle Filliozat
Isabelle Filliozat est une psychothérapeute, conférencière et essayiste française, née le 12 décembre 1957 à Paris. Elle est surtout connue pour ses théorisations autour de l'éducation positive.

## Biographie
Isabelle Filliozat est la fille du psychologue Rémy Filliozat, cofondateur de l’Institut français d’analyse transactionnelle et d'Anne-Marie Filliozat-Cosson, psychologue et psychanalyste, qui a travaillé à l'hôpital Necker auprès d'enfants atteints de mucoviscidose. Ses parents ont développé en 1980 le stage de formation « Je dis non à la maladie, je dis oui à ses messages » et créé la formation de conseiller en santé holistique.
Isabelle Filliozat se marie avec Jean Bernard Fried, le couple a deux enfants.

## Formation
En 1982, à Londres, Filliozat obtient une certification pour le « Segment One » du Radix Institute (thérapie holistique centrée sur le corps qui associe le travail du corps, de l'esprit et des émotions ). Elle obtient la même année le diplôme de clinicienne en analyse transactionnelle à l'Institut français d'analyse transactionnelle de Paris.
En 1983, Filliozat obtient une maîtrise de psychologie clinique à l'université Paris-Descartes, orientation psychanalytique et intégrative. Ce diplôme ne fait pas d’elle une psychologue, ce titre ne peut être décerné qu’à l’issue d’une deuxième année de mastère). En 1986, elle est certifiée maître-praticienne en programmation neuro-linguistique (PNL) par le New York Institute. Elle est obtient la qualification de psychothérapeute en 2012[source insuffisante].

## Prises de position
Filliozat s'intéresse au développement psycho-affectif progressif de l'homme, à partir de son héritage génétique, dans un environnement familial, transgénérationnel et culturel. Elle crée le concept d'empathie intégrative et importe en France celui de parentalité positive, venu d'Outre Atlantique,,. Elle estime que le cerveau de l'enfant traverse des étapes successives de construction et, dans ses premières années, ne dispose pas des outils mentaux qui lui permettraient de réguler ses impulsions et son anxiété. Un des rôles « positifs » du parent sera donc de recourir à l'empathie pour aider l'enfant à accueillir une émotion et à comprendre, verbaliser et se calmer, au lieu d’employer la violence.

## Activités
En 1982, Isabelle Filliozat donne ses premiers cours au Centre de formation des formateurs du Conservatoire national des arts et métiers (CNAM) sur les thèmes des émotions, de l'émotivité et de la prise de parole en public. De 1982 à 2006, elle anime de nombreuses formations dans plusieurs sortes de secteurs (hôpitaux, banques, sociétés d'assurance, industrie, administrations) dont les thèmes sont la prise de parole en public, la maîtrise des émotions et l'amélioration des relations humaines. Depuis 2005, elle anime des conférences dans différentes villes en France sur les thèmes de développement personnel et parentalité.
Elle fonde en 2006 l'École des intelligences relationnelle et émotionnelle (EIREM), à Aix-en-Provence (France) dans laquelle sont dispensées des formations individuelles, des actions de développement personnel, des formations pour devenir coach de vie ou coach parental, ou encore formateur ou psycho-praticien. Elle est membre depuis 2008 du comité de parrainage de l'Observatoire de la violence éducative ordinaire (OVEO) fondé par Olivier Maurel. En 2009, elle crée les Ateliers Filliozat, ateliers pour  parents et professionnels travaillant avec les enfants, dont l'objectif de formation est la découverte de l'approche empathique de l'enfant.
Avec son équipe « Parentalité », elle crée la société Filliozat&co dont les diverses activités concernent l'organisation de conférences, d'ateliers, des interventions spécifiques auprès des professionnels de l'enfance; les interventions se déroulent en France, en Belgique, au Royaume-Uni, au Canada.
Elle présente des conférences en novembre 2017 à bord du train « Petite Enfance / Parentalité ».
Depuis septembre 2019 elle est vice-présidente du « Comité des 1 000 premiers jours de l'enfant », une période fondatrice dans le développement des tout-petits. La commission d’experts a rendu ses travaux en septembre 2020.
En 2022, elle a été invitée par l'UNESCO en tant que conférencière à la conférence mondiale sur l’éducation et la protection de la petite enfance.

## Controverses
Dans l'émission de C8 "Les Terriens du dimanche" du 4/03/2018 : Éducation bienveillante, le mythe du parent parfait (47'50 min), Natacha Polony, Franz-Olivier Giesbert (citant Aldo Naouri) et Bernard de La Villardière se posent en détracteurs des idées d'Isabelle Filliozat à propos de l'éducation des enfants.
Ils sont d'avis que ne plus faire la différence entre violences éducatives ordinaires et maltraitance physique (violence brutale), penser que les violences éducatives ordinaires « traumatisent » les futurs adultes en devenir, ne permet pas aux parents de faire respecter un cadre et des limites comportementales. Les outils proposés par Isabelle Filliozat sur un extrait vidéo pour susciter la coopération de l'enfant sans utiliser d'isolement, d'humiliation ou de punition entrainent, selon ces chroniqueurs, une culpabilisation du parent qui ne parviendrait pas à décrypter les besoins de l'enfant. De plus, selon ces détracteurs, l'usage de la violence serait peu néfaste si le parent signifie à son enfant qu'il l'aime. Selon Aldo Naouri qui est cité, qui prône l'autorité et la nécessité de frustration provoquée par le parent, la facilité pour les parents d'utiliser la bienveillance dans la petite enfance entraîne un mal-être majeur à l'âge adulte, et inversement. L'éducation menée à l'aide de ces techniques comporterait le risque de produire un enfant-tyran.

## Publications

### Ouvrages récents
- Bien dans sa cuisine, JC Lattès], 2012 (ISBN 978-2-7096-3834-0 et 2-7096-3834-7), réédité sous le titre Un zeste de conscience dans la cuisine Dis-moi comment tu manges, je te dirai comment tu es, Poche Marabout, 13 août 2014, 344 p. (ISBN 978-2-501-08800-8 et 2-501-08800-X)
- L'alchimie du bonheur, Dervy, 1990 (ISBN 978-2-85076-523-0), réédité sous le titre Utiliser le stress pour réussir sa vie, Dervy-Livres, 20 novembre 2015 (ISBN 978-1-02-420116-1 et 1-02-420116-3)
- Les chemins de la joie, JC Lattès, 9 mars 2016 (ISBN 978-2-7096-3833-3 et 2-7096-3833-9)
- Le corps messager Quand la maladie nous parle de nous, Desclée de Brouwer, 16 septembre 2016 (ISBN 978-2-220-08179-3 et 2-220-08179-6)
- Isabelle Filliozat et Hélène Roubaix, Le corps messager : quand la maladie nous parle de nous, Paris, DBB, 2003, 164 p. (ISBN 2-220-05376-8)
- On ne se comprend plus ! : traverser sans dommage la période des portes qui claquent entre 12 et 17 ans, Paris, JC Lattès, 20 septembre 2017, 249 p. (ISBN 978-2-7096-5861-4)
- Cahier de travaux pratiques pour apprendre à gérer ses émotions, Paris, Marabout, 2010, 63 p. (ISBN 978-2-501-06993-9), réédité sous le titre J'apprends à bien vivre avec mes émotions, Vanves, Marabout, 7 février 2018, 126 p. (ISBN 978-2-501-12875-9)
- Petit cahier d'exercices pour se remettre d'un échec, Jouvence, 19 septembre 2015, 64 p. (ISBN 978-2-88911-632-4 et 2-88911-632-8), réédité sous le titre Je souris, même sous la pluie : Résilience et lâcher-prise, Genève/Saint-Julien-en-Genevois, Jouvence, 20 mars 2018, 103 p. (ISBN 978-2-88953-009-0)
- Sexperience, Les réponses aux questions des ados, Robert Laffont, 12 septembre 2019, 224 p. (ISBN 978-2-221-21822-8 et 2-221-21822-1) coécrit avec Margot Fried-Filliozat
- Partenaires - Jusqu'à ton dernier souffle, JC Lattès, 15 septembre 2021, 306 p. (ISBN 9782709665711)
- Au coeur des émotions de l'enfant, Marabout, 2 janvier 2019, 320 p. (ISBN 9782501135429)

### Les Cahiers Filliozat (co-oédition avec Nathan
- avec Virginie Limousin et Eric Veillé, Mes émotions, Paris, Nathan, 2016, 22 p. (ISBN 978-2-09-256322-9)
- avec Violène Riefolo, Chantal Rojzman et Amandine Laprun, La confiance en soi, Nathan, 2017, 96 p. (ISBN 978-2-09-256549-0 et 2-09-256549-4)
- avec Frédéric Benaglia, Mes peurs, amies ou ennemies, Nathan, 2017, 96 p. (ISBN 978-2-09-257209-2 et 2-09-257209-1)
- avec Virginie Limousin et Eric Veillé, Colère et retour au calme, Nathan, 2017, 110 p. (ISBN 978-2-09-257208-5 et 2-09-257208-3)
- avec France-Marie Perreault et Zelda Zonk, Les droits de l'enfant, Nathan, 2018 (ISBN 978-2-09-258074-5 et 2-09-258074-4)
- avec Violène Riefolo et Chantal Rojzman, On se dispute, on se réconcilie, Nathan], 2018 (ISBN 978-2-09-278892-9 et 2-09-278892-2)
- avec Eric Veillé, Frères et sœurs, Nathan, 4 octobre 2018, 80 p. (ISBN 978-2-09-258429-3 et 2-09-258429-4)
- avec Virginie Limousin, Mes émotions, Hors collection, Nathan

### Filmographie
- En 2015, Isabelle Filliozat intervient dans le film d'investigation : L'Odyssée de l'Empathie, co-réalisé par Michel Meignant (médecin et cinéaste-ethnologue)[20].